# Pedicia (Pedicia) obtusa
Pedicia (Pedicia) obtusa is een tweevleugelige uit de familie Pediciidae. De soort komt voor in het Nearctisch gebied.